# Sweetbitter
Sweetbitter je americký dramatický televizní seriál. Je inspirován stejnojmenným románem spisovatelky Stephanie Danler. Měl premiéru dne 6. května 2018 na stanici Starz. V červenci 2018 bylo oznámeno, že stanice objednala druhou řadu, která měla premiéru dne 14. července 2019.
V prosinci 2019 byl seriál stanicí Starz po dvou řadách zrušen.

## Synopse
Seriál sleduje Tess, která krátce po příjezdu do New Yorku získá místo v proslulé restauraci v centru města. Rychle jí je představen svět drog, alkoholu, lásky, chtíčů a místních barů, ve kterém se snaží zorientovat.

## Obsazení

### Hlavní role
- Ella Purnell jako Tess
- Tom Sturridge jako Jake
- Caitlin Fitzgerald jako Simone
- Evan Jonigkeit jako Will
- Eden Epstein jako Ari
- Jasmine Mathews jako Heather
- Daniyar jako Sasha
- Paul Sparks jako Howard

### Vedlejší role
- Jimmie Saito jako Scott
- Katerina Tannenbaum jako Becky
- Rafa Beato jako Santos

### Hostující role
- Sandra Bernhard jako Maddie Glover

## Vysílání
| Řada | Díly | Premiéra v USA    | Premiéra v USA  |
| Řada | Díly | První díl         | Poslední díl    |
| ---- | ---- | ----------------- | --------------- |
| 1    | 10   | 6. května 2018    | 10. června 2018 |
| 2    | 8    | 14. července 2019 | 18. srpna 2019  |

## Produkce

### Vývoj
V červenci 2017 bylo oznámeno, že nový seriál stanice Starz podle románu Sweetbitter od Stephanie Danler je právě ve vývoji. Prvotní scénář projektu vytvořili Danler a Stu Zichermanovi a napsala jej Danlerová. Pilotní díl produkovala společnost Plan B Entertainment. Starz následně nechalo objednat další scénáře a sestavilo scenáristický tým kvůli potenciálnímu objednání celé řady.
První řada o šesti půlhodinových dílech byla stanicí Starz oficiálně objednána v říjnu 2017. Bylo také uvedeno, že se Richard Shepard stane režisérem a vedoucím producentem, Donna Bloom producentkou a Laura Rosenthal bude pracovat na obsazení herců.
V lednu 2018 bylo na každoroční zimní tiskové konferenci Television Critics Association oznámeno, že seriál bude mít premiéru 6. května 2018. Dne 13. července 2018 bylo ohlášeno, že stanice Starz objednala druhou řadu, která měla premiéru 14. července 2019. Dne 20. prosince 2019 byl seriál stanicí Starz po dvou řadách zrušen.

### Casting
Dne 6. října 2017, dva dny po objednání produkce první řady, bylo oznámeno, že herečka Ella Purnell byla obsazena do hlavní role jako Tess. Ke konci měsíce byl odlahen zbytek obsazení: Tom Sturridge, Caitlin FitzGerald, Paul Sparks, Evan Jonigkeit, Daniyar, Eden Epstein a Jasmine Mathews. Dne 17. ledna 2018 bylo oznámeno, že si Jimmie Saito zahraje vedlejší roli „pohledného a rozhodného šéfa restaurace“ Scotta. Dne 24. října 2018 bylo ohlášeno obsazení Sandry Bernhard, která se objeví ve druhé řadě v hostující roli.

### Natáčení
Natáčení první řady probíhalo od října do prosince 2017 v New Yorku.

## Vydání

### Premiéra
Světová premiéra seriálu se konala dne 26. dubna 2018 v divadle SVA Theatre v New Yorku během každoročního Filmového festivalu Tribeca. Po promítání proběhla diskuse s tvůrkyní, vedoucí producentkou a spisovatelkou Stephanie Danler, vedoucím producentem Stuartem Zichermanem a s členy obsazení Ellou Purnell, Caitlin FitzGerald, Tomem Sturridgem a Paulem Sparksem.